# 现代油画
现代油画指20世纪的油画，20世纪科技飞速发展，相对论和量子力学的出现打击了人们对经验世界的认识，世界再也不只是你看到的那样，而是抽象的想象。摄影和现代印刷使得任何描绘对象的绘画相形见拙。所以绘画开始向另一个方向发展，即不再力求描画客观世界（这是绘画本来的目的），而是转而表现画家的主观世界，欣赏一幅绘画，再也不能想象“画的是什麽？”而是表现“谁画的？”。每一个画家都力求表现自己的风格，而不是力求将对象表现的更像一些。绘画开始和摄影分道扬镳。在20世纪，除了前苏联和文化大革命前中国的画家还在坚持现实主义画派外，全世界所有的画家都在转型。都在追求自己的风格，出现了形形色色的各种流派，以至出现了“动物画家”、“精神病人画家”等各式各样的新闻，其中也不伐短时间的逆潮流，如超现实主义画派。但是新的潮流也为色彩研究和装饰艺术提供了许多研究成果。美术的前途又在向原始艺术回归。

## 链接
北京索洛亚国际文化艺术交流有限公司：中华世纪坛世界艺术馆2009年7月28日欧洲西班牙当代油画展览